# Маслакове
Масла́кове — село в Україні, у Лозно-Олександрівській селищній громаді Сватівського району Луганської області. Населення становить 36 осіб.